# Ayam rica-rica

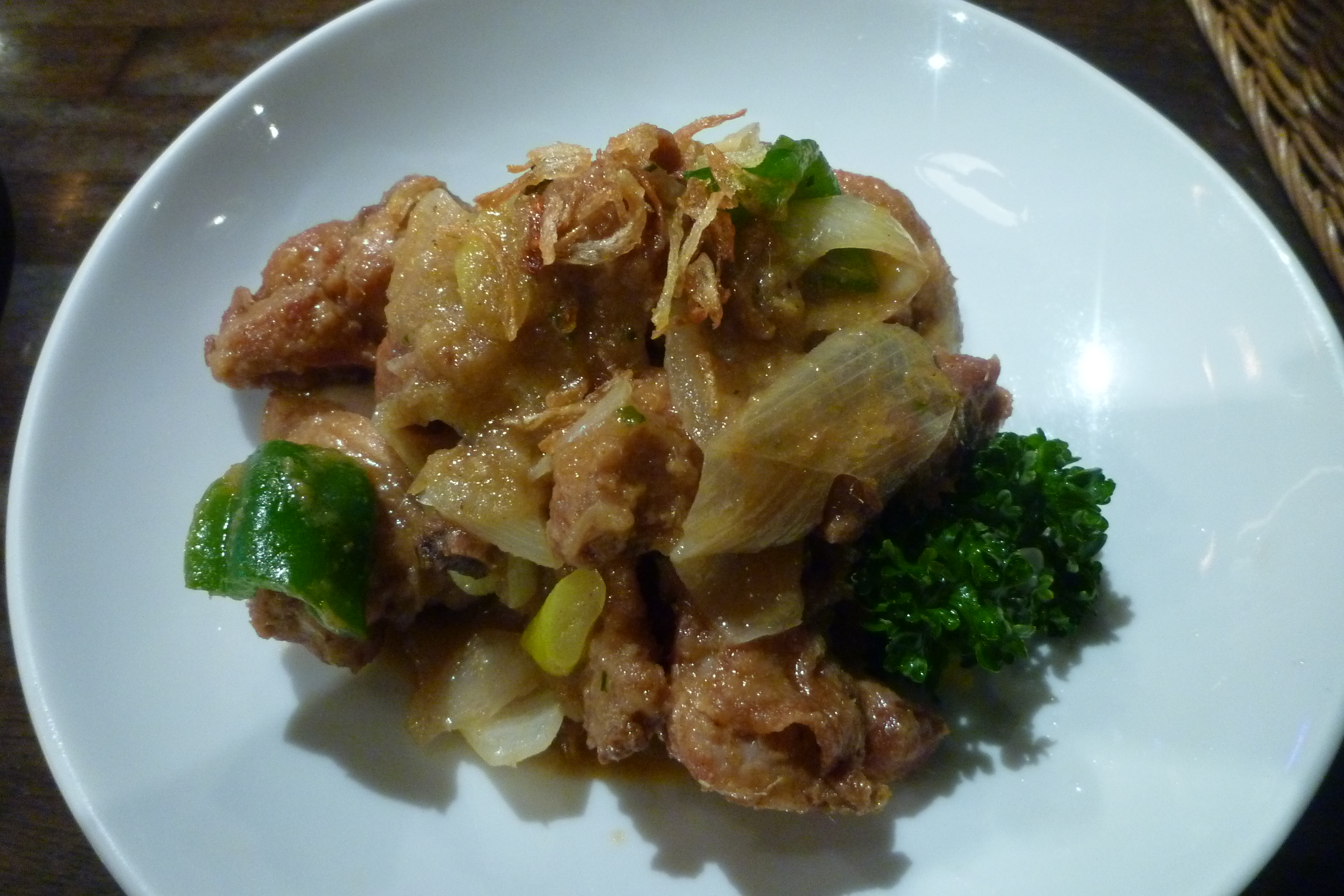
Ayam rica-rica.

El ayam rica-rica es una especialidad culinaria de Manado, en las Célebes Septentrional (Indonesia). La palabra rica viene del malayo de Manado y significa ‘picante’ o ‘chile’, por lo que el nombre del plato se traduciría como ‘pollo picante-picante’. Las recetas para hacer ayam rica-rica son muy diversas, así como las formas de prepararlo, encontrándose similitud solo en su sabor picante. Por lo general el ayam rica-rica se sirve con arroz y diversas guarniciones, tales como cebolla frita y pepino.